# Rockdale, New South Wales
Rockdale este o suburbie în sudul orașului Sydney, Australia.